# École nationale supérieure d'architecture de Grenoble
 (septembre 2022).
L'École Nationale Supérieure d'Architecture de Grenoble (ENSAG) est un établissement public à caractère administratif d'enseignement supérieur sous tutelle conjointe des ministères de la Culture et de l’Enseignement supérieur et de la recherche. Installée au 60 avenue de Constantine à Grenoble, au cœur de la métropole de Grenoble.
L’établissement est intégré à la communauté Université Grenoble-Alpes, labelisée par l'Initiative d'excellence en janvier 2016. 

## Histoire
Connue sous le nom d'école d'architecture de Grenoble depuis sa création en 1927 puis d'École régionale d'architecture, l'établissement, implanté dans le centre de Grenoble à proximité de l'École supérieure d'art, s'installe en 1978 au cœur du nouveau quartier de la Villeneuve, fruit d'un projet urbain novateur : mixité sociale, appartements et aménagements intérieurs conçus par des architectes de renom, nombreux équipements publics, écoles ouvertes avec une pédagogie expérimentale.
Le bâtiment de 6 736 m2 est l'œuvre de l'architecte Roland Simounet et de Michel Charmont. Il figure sur la " liste indicative d'édifices du XXe siècle présentant un intérêt architectural majeur pouvant justifier une protection au titre des Monuments Historiques ou des zones de protection du Patrimoine architectural urbain et paysager " diffusé par le ministère de la Culture et de la Communication. En 1998, une extension est réalisée par l'Agence Félix-Faure Macary Page, portant la superficie totale de l'école à 12 851 m2.

## International
L'ENSAG possède de nombreux partenariats avec des universités étrangères. On décompte dans l'école un taux d'environ 20% d'étudiants étrangers. Les étudiants de l'ENSAG sont amenés à étudier une année à l'étranger au cours de leur scolarité dans un établissement partenaire.

## Notoriété
En 2012, associée à l’Institut national de l'énergie solaire et aux Grands Ateliers de L'Isle-d'Abeau, l'école remporte le Solar Decathlon avec son prototype Canopéa constitué d'une seule habitation par étage.
L'ENSAG s'efforce depuis 40 ans de faire revivre la construction en terre avec notamment son laboratoire CRAterre. Ainsi en 2016, des étudiants de l'école participent à la construction d'un prototype d'immeuble en terre et bois appelé Terra Nostra dans le quartier Flaubert en cours de reconversion à Grenoble,. L'édifice qui préfigure un type de construction aux vertus écologiques doit servir de vitrine aux différentes techniques d'éco-construction.

## Études
L’école nationale supérieure d'architecture de Grenoble prépare aux diplômes suivants :
- Diplôme d’études en architecture, conférant le grade de licence[16] : baccalauréat + 3 ans
- Diplôme d’État d’architecte, conférant le grade de master[17] : baccalauréat + 5 ans
- Habilitation à exercer la maîtrise d’œuvre en nom propre[18] (HMONP) : baccalauréat + 6 ans
- Doctorat en Architecture[19] : baccalauréat + 8 ans

Les études sont d’une durée de cinq ans. En 2024, environ 20 % des étudiants sont étrangers. Elles sont composées de deux cycles de formation (licence et master) comprenant des enseignements répartis dans des unités d’enseignement (UE) semestrielles. La licence (Diplôme d’études en architecture) peut être obtenue en 3 ans (6 semestres) et doit l’être en 4 ans maximum. Le master (Diplôme d’État d’architecte) doit être obtenu en 2 ans (4 semestres) et doit l’être en 3 ans maximum. Ce cursus peut être complété par une sixième année professionnalisante (HMONP), par des études dans un master spécialisé ou par un doctorat.

### Licence
D’une durée de trois ans, le cycle licence permet à l’étudiant d’acquérir les bases d’une culture architecturale ainsi que les outils, les concepts et la méthodologie qui lui sont nécessaires pour développer des projets.
L’enseignement touche les domaines de la pratique du projet architectural, de l’histoire et de la théorie de l’architecture, des sciences et des techniques de la construction, des arts et des sciences sociales. Le cycle licence comprend deux stages : un stage ouvrier ou de chantier en seconde année et un stage de première pratique en troisième année.
À l’issue de la validation des six semestres du cycle licence, l’étudiant est titulaire du Diplôme d’études en architecture.

### Master
D’une durée de deux ans, les enseignements du cycle master permettent à l’étudiant de s’inscrire dans des perspectives d’insertion dans les différents métiers de l’architecture, de la maîtrise d’œuvre ou de la recherche. L’enseignement touche les domaines de la pratique du projet architectural et urbain, des villes et des sociétés, des techniques, de l'environnement et des arts.
Le cycle master comprend un stage : un stage de formation pratique en seconde année. L’étudiant doit également rédiger un mémoire et présenter un projet de fin d’études (PFE) devant un jury.
À l’issue de la validation des quatre semestres du cycle master, l’étudiant est titulaire du Diplôme d’État d’architecte. Les diplômés peuvent exercer une activité salariée dans les agences d’architecture, les entreprises, les services publics ou encore les collectivités locales, en tant qu’architecte.

### Habilitation à exercer la maîtrise d’œuvre en son nom propre
Le titulaire d’un Diplôme d’État d’architecte ne peut pas s’inscrire à l’Ordre des architectes, ni réaliser un projet sous sa propre responsabilité. Pour cela, il doit suivre un cursus d’un an supplémentaire. Cette formation comprend 150 heures d’enseignement et une mise en situation professionnelle de six mois minimum. Elle permet aux architectes d’approfondir et d’actualiser leurs connaissances dans trois champs spécifiques : la responsabilité du maître d’œuvre, l’économie du projet et les réglementations, normes et usages.
Le diplôme est décerné par le directeur de l’établissement au nom de l’État, après décision d’un jury composé d’au moins deux tiers d’architectes praticiens. Un étudiant titulaire de son Diplôme d’État d’architecte peut entrer dans la vie active, puis venir quelques années plus tard devant le jury pour présenter son parcours afin d'obtenir son Habilitation à exercer la maîtrise d’œuvre en son nom propre.

## Accès
- Ligne A du tramway de Grenoble, station Grand'Place.
- Lignes de bus C3, C6, 12, 66, 67 et 68.Localisation ENSAG

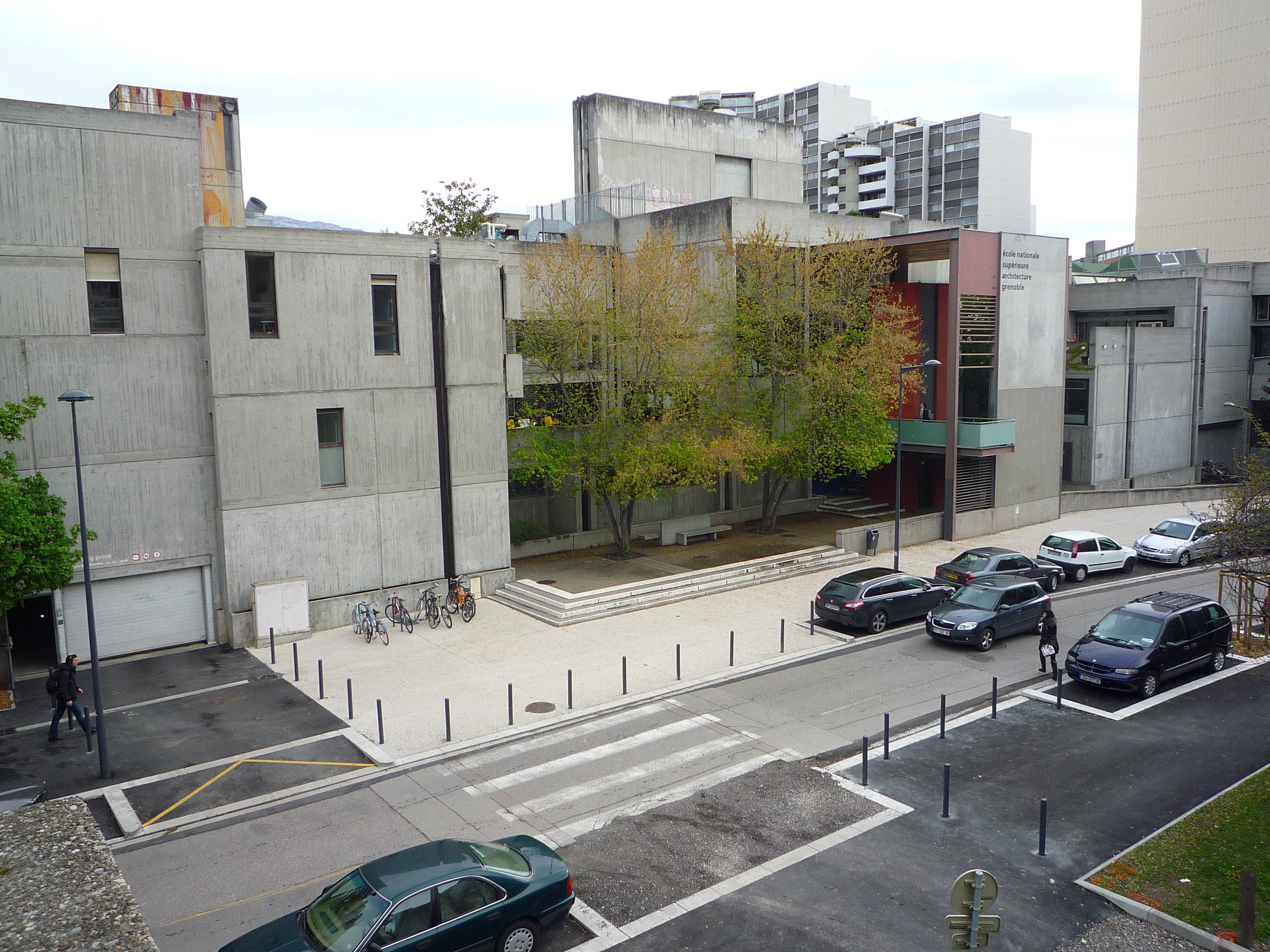
Localisation ENSAG